# Kateryna Monzul
Kateryna Wołodymyriwna Monzul, ukr. Катерина Володимирівна Монзуль (ur. 5 lipca 1981 w Charkowie, Ukraińska SRR) – ukraińska sędzia piłkarska FIFA, sędziuje mecze Premier-lihi. Najlepsza sędzia piłkarska Ukrainy, pierwsza ukraińska kobieta, która otrzymała kategorię elitarną sędziów FIFA.

## Kariera sędziowska
Od dziecka zainteresowała się piłką nożną, grała w zespole wsi Babai w obwodzie charkowskim. W wieku 18 lat, wybierając między sędziego i gracza wybrała karierę sędziowską. Pracowała jako sędzia wszystkich czterech kategorii sędziowskiej Federacji Futbolu Ukrainy.
Rozpoczęła karierę sędziowską w meczach lokalnych rozgrywek piłkarskich. Od 2002 sędziowała mecze juniorskich Mistrzostw Ukrainy, od 2011 w Pierwszej Lidze. 24 września 2005 po raz pierwszy sędziowała międzynarodowy mecz piłkarski pomiędzy Finlandią a Polską. W 2010 roku została wybrana do sędziowania meczów piłkarskich na Młodzieżowych Igrzysk Olimpijskich w Singapurze, a w 2011 roku sędziowała na Mistrzostwach Świata w Niemczech. 
Sędzia FIFA kategorii elit od 2012 roku.
Sędziowała mecze Ligi Mistrzów Kobiet, mecze eliminacyjne do Euro 2013 Kobiet. Została wpisana na liście sędziów do Mistrzostw Europy w 2013 w Szwecji. Sędziowała mecze fazy grupowej Dania - Szwecja (grupa A), Anglia - Hiszpania (grupa C), a także mecz półfinałowy Norwegia - Dania. 
22 maja 2014 sędziowała mecz finałowy Ligi Mistrzów Kobiet pomiędzy szwedzkim Tyresö FF, a niemieckim VfL Wolfsburg.
Architekt-planista, ukończyła z wyróżnieniem Akademię gospodarki komunalnej. Biegle włada językiem angielskim.